# Sala Samobójców
Hội trường tự sát (tiếng Ba Lan: Sala Samobójców; tiếng Anh: Suicide Room) là một bộ phim bi kịch Ba Lan được công chiếu năm 2011, do Jan Komasa (en) làm đạo diễn. Buổi công chiếu được tổ chức vào ngày 12.2.2011 ở Liên hoan phim quốc tế Berlin vào ngày 28.2.2011 ở Złote Tarasy, Warsaw, Ba Lan. Phim được chiếu ở các rạp ngày 4.3.2011. Bộ phim tiếp tục nhận được nhiều giải thưởng, bao gồm giải nam diễn viên xuất sắc nhất (Jakub Gierszał), nữ diễn viên xuất sắc nhất (Roma Gąsiorowska), Kịch bản phim hay nhất (Jan Komasa) và phim hay nhất.
Bộ phim xoay quanh nhân vật Dominik Santorski, một cậu thiếu niên nhạy cảm và lầm lạc. Cậu là con trai của một gia đình giàu có, bố mẹ có sự nghiệp thăng tiến. Sau một loạt những sự thách thức và sự kiện nhục nhã, cậu bị các bạn cùng lớp cáo buộc là đồng tính luyến ái và bị chế nhạo trên các trang mạng xã hội. Bị làm nhục, Dominik không chịu đến trường, và ngừng ôn tập cho kì thi cuối kì. Những vấn đề chồng chất khi cha mẹ cậu luôn luôn vắng mặt trong nhà. Suy sụp tột độ, Dominik giam mình trong phòng riêng. Trong thời gian này, cậu gặp một cô gái cố-tự-sát trên mạng, họ nảy sinh một mối quan hệ về tinh thần và tình cảm với nhau. Thời gian trôi qua, Dominik dần xa rời Thế giới thực và ngày càng chìm sâu vào Thế giới ảo trên mạng.

## Diễn viên
- Jakub Gierszał vai Dominik Santorski
- Roma Gąsiorowska vai Sylwia
- Agata Kulesza vai Beata Santorska
- Krzysztof Pieczyński vai Andrzej Santorski
- Filip Bobek vai Marcin
- Bartosz Gelner vai Aleksander Lubomirski
- Danuta Borsuk vai Nadia
- Pjotr Nowak vai Jacek
- Krzysztof Dracz như ngài bộ Trưởng kinh Tế, sếp của Andrzej Santorski
- Aleksandra Hamkało vai Karolina
- Kinga Preis vai bác sĩ tâm thần
- Anna Ilczuk vai Ada
- Bartosz Porczyk vai stylist
- Wiesław Komasa vai thầy hiệu trưởng
- Karolina Dryzner vai Jowita
- Ewelina Paszke vai vợ của ngài Bộ trưởng kinh tế
- Tomasz Schuchardt vai vệ sĩ

## Phát hành
Vào tháng 4/2011, bộ phim nhận được giải thưởng từ Liên đoàn quốc tế các nhà phê bình phim trong LHP quốc tế Off Plus Camera. Ngày 3/6 nhận được giải thưởng 'Silver Lions' trong LHP Polskich filmów Fabularnych w Gdyni và nhiều giải thưởng cá nhân khác:  [3] cho Bartosz Purkiewicz (âm thanh) và Dorota Roqueoplo (trang phục). Jakub Gierszał trong vai nhân vật chính Dominik đã được đề cử cho giải thưởng Zbigniew Cybulski năm 2011, lần đó bộ phim giành được một giải thưởng khán giả. Tháng 11/2011 bộ phim đã giành 3 tượng nhỏ trong các thể loại: Giải cảnh quay đẹp nhất, Kịch bản hay nhất và Phim xuất sắc nhất 2010/2011. Jakub Gierszał, trong vai chính - Dominik - cũng giành được một giải thưởng Nam diễn viên xuất sắc nhất.
- Liên hoan phim Ba Lan thứ 14[2][3]
  - Giải Eagle cho biên tập tốt nhất: Bartosz Pietras
  - Giải Eagle cho Phát hiện của năm: Jan Komasa
- Vịt vàng năm 2011[2][4]
  - Phim hay nhất: Jan Komasa
  - Nữ diễn viên xuất sắc nhất: Roma Gąsiorowska
  - Nam diễn viên xuất sắc nhất: Jakub Gierszał
  - Kịch bản phim hay nhất: Jan Komasa
  - Quay phim đẹp nhất: Radosław Ładczuk
- Liên hoan phim New Horizons 2011[2]
  - Phim Ba Lan mới: Jan Komasa
  - Màn Debut tốt nhất: Jan Komasa
- Liên hoan phim Ba Lan thứ 36[5]
  - Giải sư tử bạc cho phim
  - Giải sư tử bạc cho nhà sản xuất: Jerzy Kapuściński
  - Thêm 2 giải thưởng cá nhân và 5 giải thưởng đặc biệt
- Camerimage 2011[2][6]
  - Phim Ba Lan hay nhất